# Larguées (film, 2017)
Pour les articles homonymes, voir Larguées.
Pour plus de détails, voir Fiche technique et Distribution.
Larguées (Snatched) est une comédie américaine réalisée par Jonathan Levine, sortie en 2017.
Ce film marque le retour devant la caméra de l'actrice Goldie Hawn, qui n'avait pas joué au cinéma depuis Sex fans des sixties, sorti en 2002.

## Synopsis
Abandonnée par son petit ami, Emily part en vacances avec sa mère en Équateur. Des vacances qui vont vite virer à la catastrophe, en commençant par leur kidnapping...

## Fiche technique
- Titre français et québécois : Larguées
- Titre original : Snatched
- Réalisation : Jonathan Levine
- Scénario : Amy Schumer, Katie Dippold et Kim Caramele
- Musique : Chris Bacon et Theodore Shapiro
- Photographie : Florian Ballhaus (en)
- Montage : Zene Baker (en)
- Production : Peter Chernin, Paul Feig, Jessie Henderson et Michael Kurzan
- Sociétés de production : Chernin Entertainment, Feigco Entertainment et TSG Entertainment
- Société de distribution : 20th Century Fox
- Pays d'origine :  États-Unis
- Langue originale : anglais
- Durée : 103 minutes
- Budget : 42 millions de dollars[1]
- Genre : comédie
- Dates de sortie :
  - États-Unis : 12 mai 2017
  - France : 26 août 2017 (vidéo à la demande)

## Distribution
- Amy Schumer (VF : Aurore Bonjour ; VQ : Manon Leblanc) : Emily Middleton
- Goldie Hawn (VF : Marie Vincent ; VQ : Claudine Chatel) : Linda Middleton, la mère d'Emily
- Christopher Meloni (VF : Jérôme Rebbot ; VQ : Benoît Rousseau) : Roger Simmons
- Ike Barinholtz (VF : Thibaut Lacour ; VQ : Alexandre Fortin) : Jeffrey
- Wanda Sykes (VF : Maïk Darah ; VQ : Johanne Garneau) : Ruth
- Joan Cusack : Barb
- Óscar Jaenada (VF : Benjamin Penamaria ; VQ : Gilbert Lachance) : Morgado
- Tom Bateman (VF : Damien Ferrette ; VQ : François-Simon Poirier) : James
- Randall Park (VF : Stéphane Fourreau) : Michael
- Bashir Salahuddin (VF : Daniel Njo Lobé ; VQ : Yves Soutière) : Morgan Russell
- Moani Hara : jeune brunette sexy

## Développement
En mai 2015, Amy Schumer est annoncée dans le rôle principal d'une comédie d'action écrite par Katie Dippold, surtout connue pour avoir écrit des épisodes Parks and Recreation et le film Les Flingueuses, avec Melissa McCarthy et Sandra Bullock. Le premier script est réécrit par Schumer et sa sœur Kim Caramele. Le réalisateur Paul Feig produit le film qui sera distribué par 20th Century Fox.
Quelques mois après, en août 2015, le réalisateur Jonathan Levine est engagé pour réaliser le film.
En février 2016, Goldie Hawn accepte de jouer le rôle de la mère d'Amy Schumer, signant son retour au cinéma (hormis un doublage pour le film d'animation Phinéas et Ferb en 2013), son dernier film, Sex fans des sixties avec Susan Sarandon, datant de 2002. En mai 2016, Christopher Meloni, Ike Barinholtz, Óscar Jaenada et Wanda Sykes complètent le casting,,. 
Le tournage a eu lieu essentiellement à Hawaii de juin en août 2016. Quelques mois après la fin du tournage, Amy Schumer annonce que le film, d'abord intitulé Mother/Daughter, aura pour titre Snatched. Il sortira aux États-Unis le 12 mai 2017.